# Franc Rodé

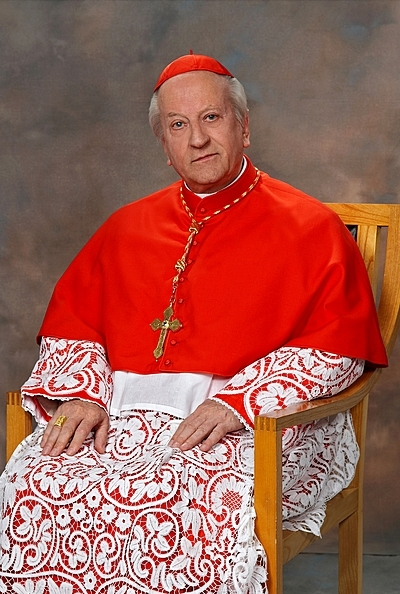
Franc Kardinal Rodé

Kardinalswappen

Franc Kardinal Rodé CM (* 23. September 1934 in Ljubljana, Königreich Jugoslawien) ist ein emeritierter Kurienkardinal der römisch-katholischen Kirche.

## Leben
Nach Kriegsende 1945 floh der aus dem heutigen Slowenien stammende Franc Rodé mit seiner Familie aus Furcht vor kommunistischer Verfolgung nach Österreich und verbrachte dort zunächst ein Jahr im Flüchtlingslager Peggetz bei Lienz (Tirol) und anschließend nach dessen Auflösung über 2 Jahre in Spittal an der Drau (Kärnten). 1948 verließ seine Familie Europa und emigrierte nach Argentinien.
Dort trat er 1952 in den Lazaristenorden ein, der ihn zum Studium der Katholischen Theologie an die Päpstliche Universität Gregoriana in Rom und an das Institut Catholique de Paris entsandte. 1957 legte er die Ewigen Gelübde ab und empfing am 29. Juni 1960 in Paris das Sakrament der Priesterweihe. Im selben Jahr wurde er zum Doktor der Theologie promoviert.
1965 wurde er Pfarrer in Slowenien, wo er bis zu seiner Berufung nach Rom und der Ernennung zum Sekretär des Sekretariats für den Dialog mit den Nichtglaubenden durch Papst Johannes Paul II. im Jahre 1987 wirkte. 1993 bestellte ihn dieser zum Sekretär des Päpstlichen Rates für die Kultur.
Am 5. März 1997 wurde er zum Erzbischof von Ljubljana ernannt. Die Bischofsweihe empfing er durch seinen Vorgänger im Amt, Erzbischof Alojzij Šuštar, am 6. April desselben Jahres. Mitkonsekratoren waren die Erzbischöfe Franc Perko und Aloysius Ambrozic. Kurz darauf wurde er zusätzlich Vorsitzender der Slowenischen Bischofskonferenz. Am 11. Februar 2004 wurde er nach Rom zurückberufen und zum Präfekten der Kongregation für die Institute geweihten Lebens und für die Gesellschaften apostolischen Lebens ernannt. Mit dem Tod von Johannes Paul II. am 2. April 2005 verlor er dem Kirchenrecht entsprechend diese Funktion zunächst, wurde jedoch nach dessen Wahl durch Benedikt XVI. in seinem Amt bestätigt.
Papst Benedikt XVI. nahm ihn im Feierlichen Konsistorium am 24. März 2006 als Kardinaldiakon mit der Titeldiakonie San Francesco Saverio alla Garbatella in das Kardinalskollegium auf.
Franc Kardinal Rodé, der bereits 1997 als Ehren-Konventualkaplan bei der Slowenischen Assoziation in den Malteserorden aufgenommen und 1999 als Erzbischof von Ljubljana zum Großkreuz-Konventualkaplan ernannt wurde, ist seit dem 25. Mai 2006 Ehren- und Devotions-Großkreuz-Bailli.
Papst Benedikt XVI. hat Franc Kardinal Rodé am 19. September 2008 zum Päpstlichen Legaten für das Jubiläum der Zisterzienserinnenabtei Waldsassen ernannt.
Am 4. Januar 2011 nahm Papst Benedikt XVI. das von Franc Kardinal Rodé aus Altersgründen vorgebrachte Rücktrittsgesuch vom Amt des Präfekten der Kongregation für die Institute geweihten Lebens und für die Gesellschaften apostolischen Lebens an.
Nach dem Rücktritt Papst Benedikt XVI. wurde Kardinal Rodé am 4. März 2013 als Assistent des Camerlengo ausgelost (als Vertreter der Kardinaldiakone). Damit gehörte er einer Sonderkongregation an, die untergeordnete Belange während der Sedisvakanz regelte.
Papst Franziskus erhob ihn am 20. Juni 2016 unter Beibehaltung seines Titelsitzes pro hac vice in den Rang eines Kardinalpriesters.

## Mitgliedschaften in Kongregationen und Räten der Kurie
- Kongregation für den Gottesdienst und die Sakramentenordnung
- Kongregation für die Bischöfe
- Kongregation für die Evangelisierung der Völker
- Kongregation für das Katholische Bildungswesen
- Päpstlicher Rat für die Kultur
- Päpstliche Kommission Ecclesia Dei

## Ehrungen und Auszeichnungen
- 2017: Aufnahme in die Bruderschaft von Santa Maria dell’Anima („Animabruderschaft“)